# 秀山十種
秀山十種（しゅうざん じっしゅ）は、初代中村吉右衛門が撰じた播磨屋の中村吉右衛門家のお家芸。「秀山」は中村吉右衛門の俳号である。
- 二條城の清正（にじょうじょうの きよまさ）
- 蔚山城の清正（うるさんじょうの きよまさ）
- 熊本城の清正（くまもとじょうの きよまさ）
- 弥作の鎌腹（やさくの かまばら）
- 清正誠忠録（きよまさ せいちゅうろく）
- 松浦の太鼓（まつうらの たいこ）
- 平家女護島（へいけ にょごのしま）
- 髪結ひの一茶（かみゆいの いっさ）